# Adela Crescini
Adela Crescini z domu Turska  (ur. 1799 w Wenecji, zm. 14 marca 1837 w Tuligłowach) – polska śpiewaczka.
Córka majora Turskiego, oficera Legionów Polskich (zmarłego w 1832 w Wenecji). 
Kształciła się w Wenecji, po śmierci rodziców wyszła za mąż za Jacopo Cresciniego (1798–1848), poetę i dramaturga włoskiego. Koncertowała z powodzeniem – porównywana w recenzjach do Henrietty Sontag i do Angelici Catalani – w Paryżu, Londynie, Berlinie, Poznaniu i w Warszawie. Zmarła w podróży jadąc na Białoruś.

## Źródło
- Henryk Mościcki: Polski Słownik Biograficzny. T. 4: Chwalczewski Jerzy - Dąbrowski Ignacy. Kraków: Polska Akademia Umiejętności, 1938, s. 101.